# Kyle Brown (skeletonracer)
Kyle Brown (Concord, 22 oktober 1989) is een Amerikaans voormalig skeletonracer.

## Carrière
Brown maakte zijn debuut in de wereldbeker in het seizoen 2014/15 maar kwam niet veel in actie net als het seizoen erna. Na twee seizoen zette hij definitief een stap terug en bleef twee seizoenen weg van het hoogste niveau. Voor het seizoen 2018/19 keerde hij terug en werd 14e.
Op het wereldkampioenschap 2016 waar hij zijn debuut maakte werd hij 13e, in de landenwedstrijd werd hij 6e. Na een afwezigheid van twee jaar was hij op het wereldkampioenschap van 2019 weer aanwezig en werd 19e.

## Resultaten

### Wereldkampioenschappen
| Jaar | Plaats   | Resultaat                          |
| ---- | -------- | ---------------------------------- |
| 2016 | Igls     | 13e Individueel 5e Landenwedstrijd |
| 2019 | Whistler | 19e Individueel                    |

### Wereldbeker
Eindklasseringen
| Seizoen   | Rang |
| --------- | ---- |
| 2014/2015 | 30e  |
| 2015/2016 | 29e  |
| 2016/2017 | /    |
| 2017/2018 | /    |
| 2018/2019 | 14e  |